# Salvatore Luigi Zola
Salvatore Luigi Zola (Pozzuoli, 12 aprile 1822 – Cavallino, 27 aprile 1898) è stato un vescovo cattolico italiano.

## Biografia
Secondogenito dei conti Francesco Zola e Giuseppina di Fraja, viene ordinato sacerdote il 9 febbraio 1845 ed eletto vescovo alla sede di Ugento il 21 marzo 1873. Fu consacrato vescovo il successivo 30 marzo nella Basilica di San Pietro in Vincoli, dal cardinale Lorenzo Barili.
Il 22 giugno 1877 viene trasferito alla cattedra di Lecce, qui si dedicherà molto alla preghiera, con numerosi episodi di estasi. Dedicherà buona parte del suo lavoro episcopale al seminario diocesano. Stilerà il regolamento delle Suore Salesiane dei Sacri Cuori, fondate da Filippo Smaldone e dedite alla cura e all'assistenza ai sordo-muti.
Sarà uno dei primi e più convinti sostenitori di Mélanie Calvat, nell'affermare la veridicità dell'apparizione mariana di La Salette.
Rimarrà sulla cattedra leccese fino alla morte, avvenuta a Cavallino il 27 aprile 1898, in odore di santità. Dopo la sua morte numerose guarigioni furono attribuite alla sua intercessione.
Il processo di canonizzazione fu aperto il 26 aprile 1941, chiuso il 9 febbraio 1945 e sospeso il 17 dicembre 1985. È sepolto nel Duomo di Lecce con gli altri vescovi della città.

## Genealogia episcopale
La genealogia episcopale è:
- Cardinale Scipione Rebiba
- Cardinale Giulio Antonio Santori
- Cardinale Girolamo Bernerio, O.P.
- Arcivescovo Galeazzo Sanvitale
- Cardinale Ludovico Ludovisi
- Cardinale Luigi Caetani
- Cardinale Ulderico Carpegna
- Cardinale Paluzzo Paluzzi Altieri degli Albertoni
- Papa Benedetto XIII
- Papa Benedetto XIV
- Papa Clemente XIII
- Cardinale Marcantonio Colonna
- Cardinale Giacinto Sigismondo Gerdil, B.
- Cardinale Giulio Maria della Somaglia
- Cardinale Luigi Lambruschini
- Cardinale Giovanni Brunelli
- Cardinale Lorenzo Barili
- Vescovo Salvatore Luigi Zola, C.R.L.